# Gustave Crauk
Gustave Adolphe Désiré Crauk est un sculpteur français né le 16 juillet 1827 à Valenciennes et mort le 17 novembre 1905 à Meudon.

## Biographie

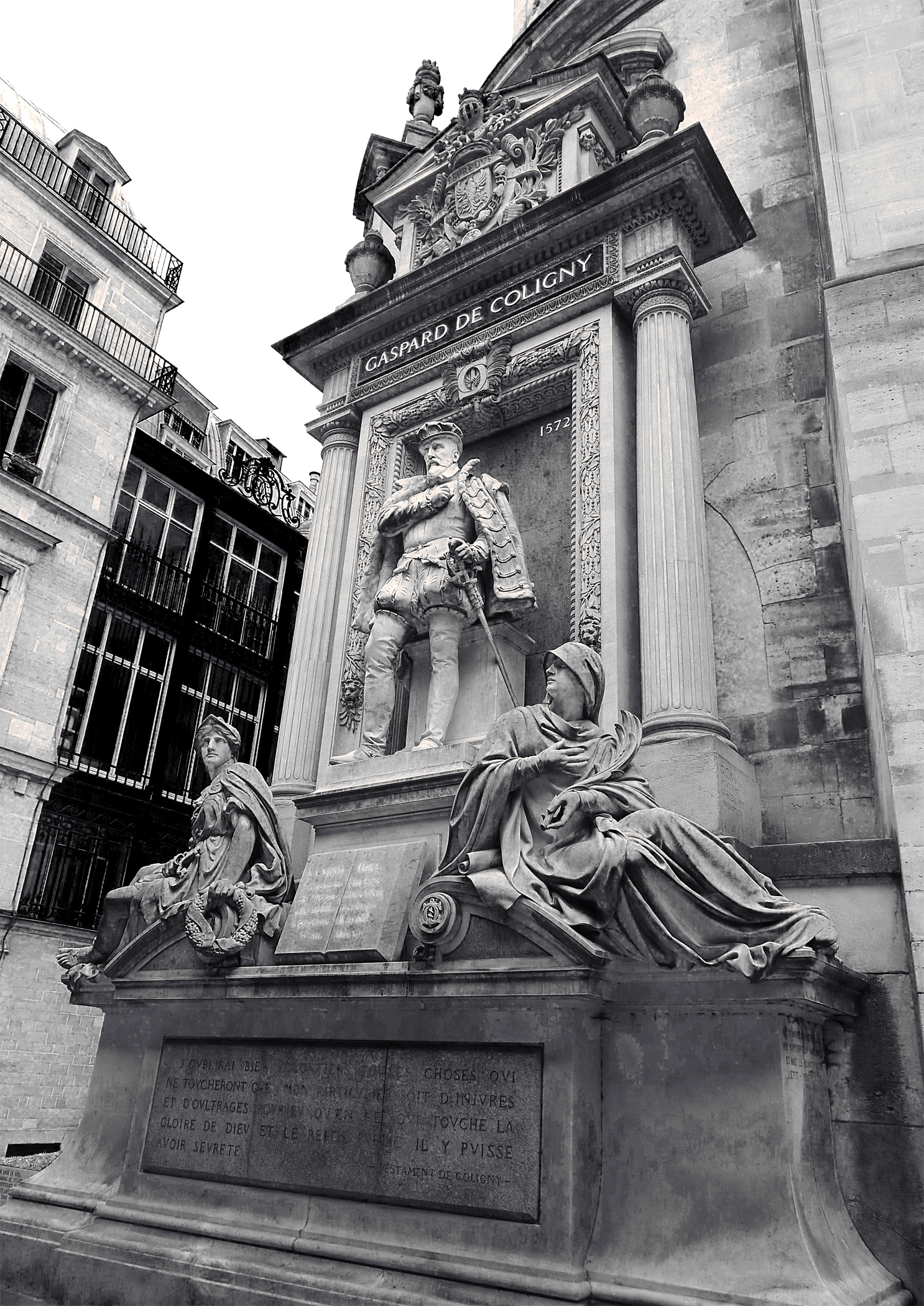
Monument à l'amiral de Coligny (1869), Paris, temple protestant de l'Oratoire du Louvre

Encouragé par la réussite de son frère, le peintre Charles Crauk, Gustave Crauk suit d'abord  les cours de l'Académie de peinture et sculpture de Valenciennes avec le célèbre Jean-Baptiste Carpeaux. Il est ensuite admis à l'École des beaux-arts de Paris en 1846 dans l'atelier de James Pradier. Il obtient le prix de Rome de sculpture en 1851 et séjourne jusqu'en 1856 en Italie. Il y fait la connaissance de l'architecte Gabriel-Auguste Ancelet avec lequel il se lie d'amitié et fait son portrait en médaillon, daté de 1851, conservé au musée des Beaux-Arts de Valenciennes.
Edmond About l'apprécie dans son commentaire sur le Salon de 1857 où l'artiste présente un joli groupe en bronze « dans le goût de son premier maître [Pradier] et deux bustes dont David serait satisfait » : le maréchal duc de Coligny et surtout le maréchal Aimable Pélissier, duc de Malakof ainsi qu'un médaillon de Mlle Favart.
Par la suite, Crauk réalise la statue d'Edmond About pour orner la sépulture du critique au cimetière du Père-Lachaise à Paris, qui comporte par ailleurs deux autres œuvres du sculpteur.
Il est surtout connu pour ses nombreuses œuvres de commande : monuments de villes et bustes. Plusieurs bustes sont aujourd'hui conservés au Sénat à Paris : Alphonse de Lamartine, Henri Wallon, Louis Faidherbe, Étienne-Denis Pasquier, Aimable Pélissier, Élie Decazes.
Il sculpte le groupe des Trois Grâces pour le foyer de l'opéra de Lille.
En 1903, Valenciennes, sa ville natale lui consacre un musée qui sera détruit en 1940. Les collections seront regroupées au musée des beaux-arts de Valenciennes, et notamment Le Matin.
Gustave Crauk meurt le 17 novembre 1905 en son domicile, au no 7, rue de l'Arrivée à Meudon. Il est enterré à Valenciennes au cimetière Saint-Roch avec son épouse. Son mausolée, situé derrière la maison du gardien, est orné de son buste du Christ et d'un haut-relief en bronze de 1908 par Henri Gauquié représentant Crauk travaillant dans son atelier en compagnie de sa femme.

Vues de l'atelier de Gustave Crauk au 5, avenue Mélanie (actuelle avenue du 11 novembre) à Meudon Bellevue.
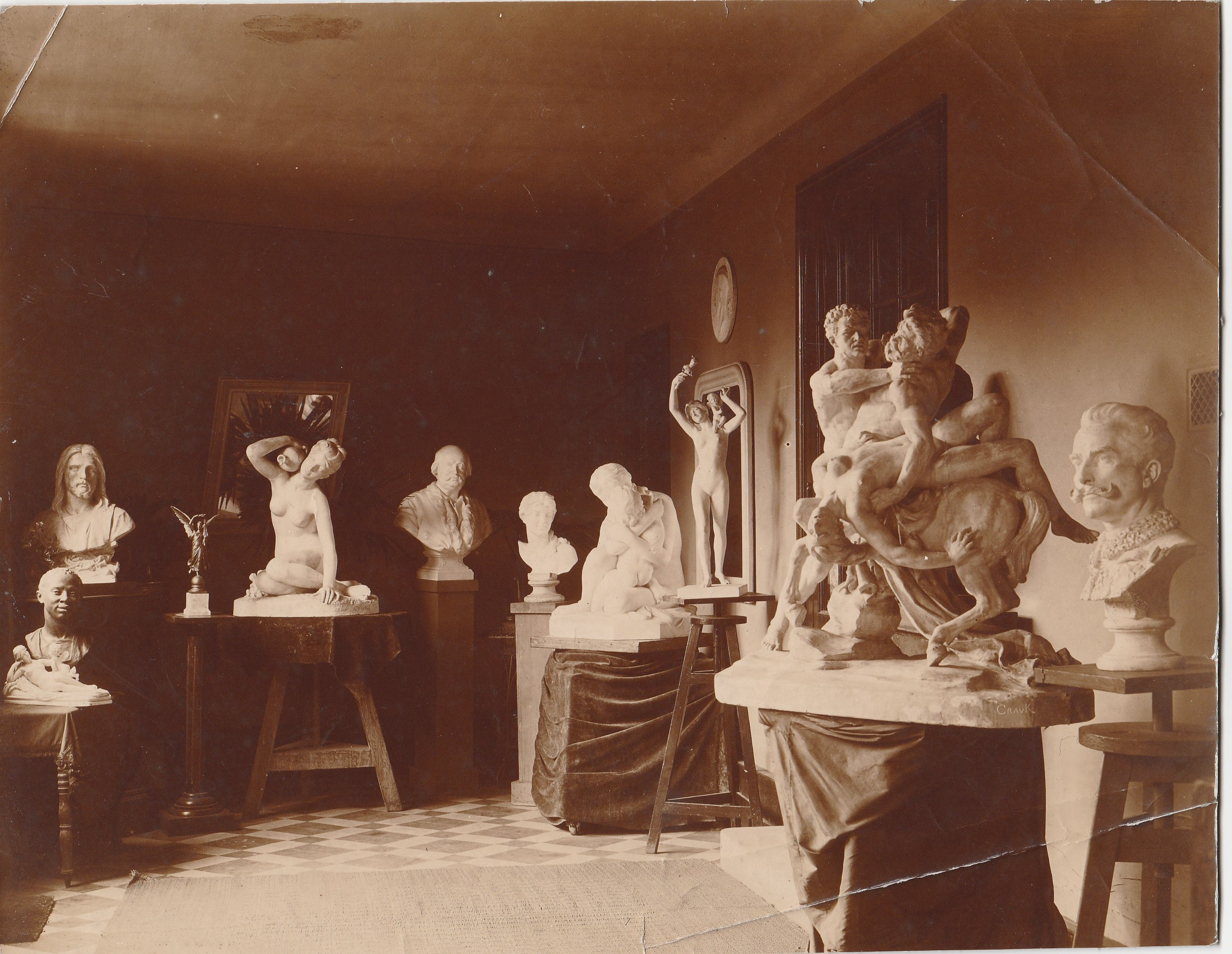
À droite, groupe du Combat du centaure.
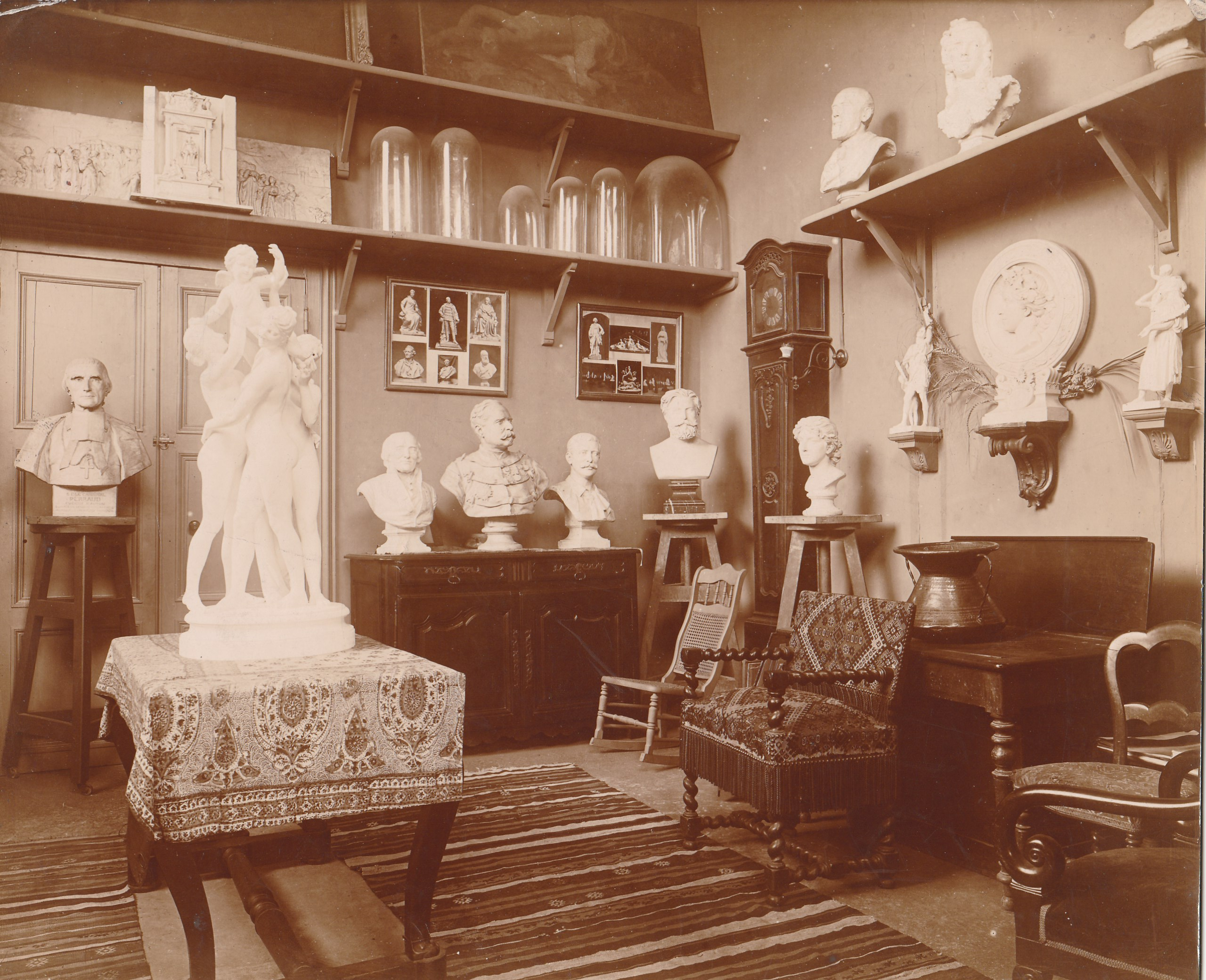
À gauche, Les Trois Grâces.
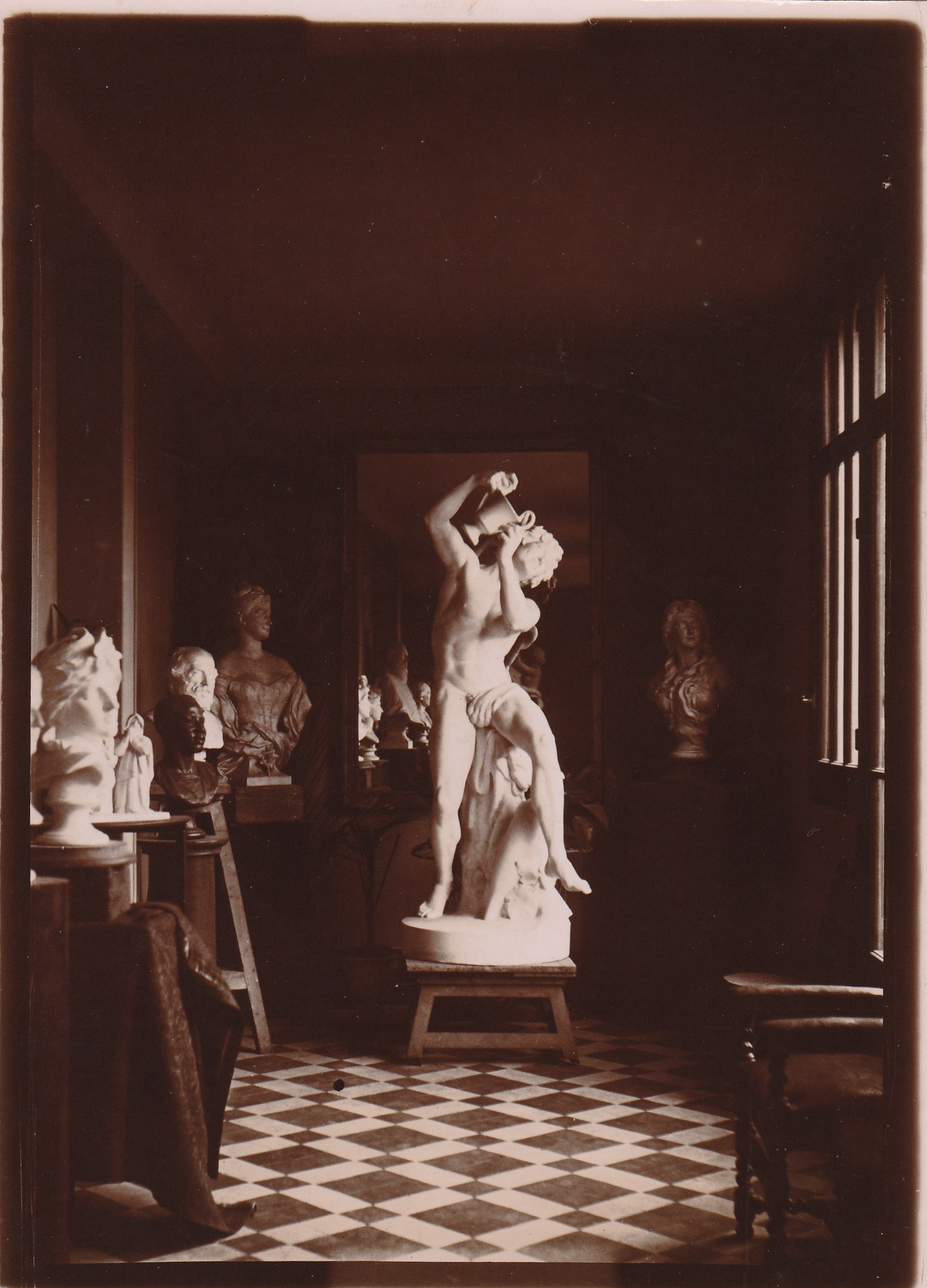
L'Amour Folie

## Œuvres dans les collections publiques
En France

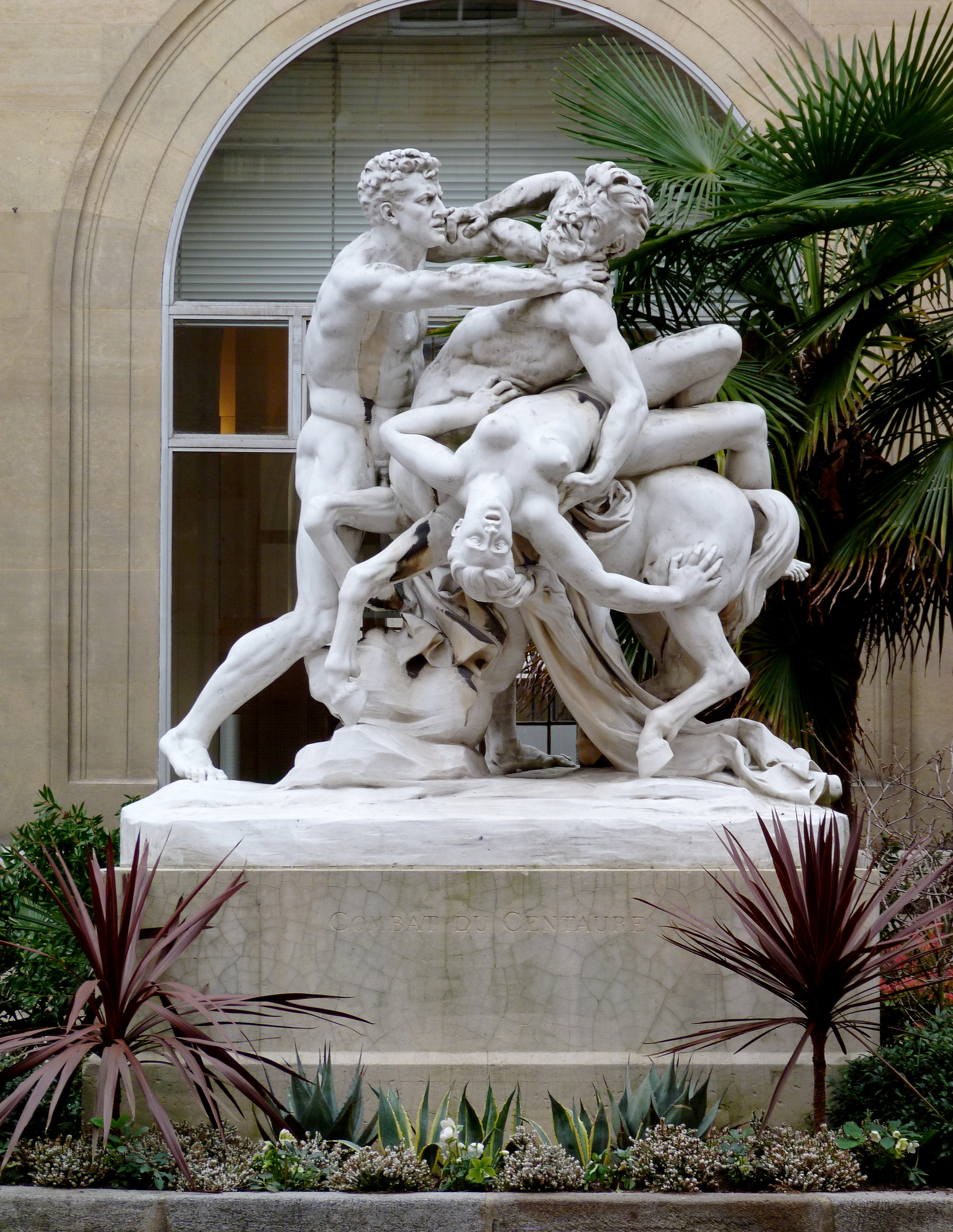
Le Combat du centaure (1900), marbre, mairie du 6e arrondissement de Paris.

- Bagnères-de-Luchon, place des Thermes : Monument à Antoine Mégret d'Étigny, 1889, marbre blanc.
- Brienne-le-Château : Monument au maréchal Valée, 1866, bronze[5].
- Bruay-la-Buissière : Monument à Jules Marmottan, 1930, statue en bronze modelée en 1903[6].
- Cambrai, cathédrale Notre-Dame de Grâce : Monument au cardinal Giraud, 1888, marbre[7].
- Cheptainville : fontaine, groupe de tritons en bronze, modèle similaire à celui de la place Edmond-Rostand à Paris.
- Compiègne, théâtre impérial : La Danse et la Musique, 1869.
- Le Mans : Monument au général Chanzy et à la 2e armée de la Loire, 1885, à la mémoire des combattants de la 2e armée de la Loire, commandée par le général Chanzy qui, en dépit de deux journées de combats héroïques les 11 et 12 janvier 1871, dut se retirer sur Laval[8],[9]. Le groupe de soldats du piédestal est dû à Aristide Croisy.
- Lille, palais des beaux-arts : Le Baiser, vers 1901, groupe en plâtre patiné.
- Meudon, musée d'art et d'histoire : nombreux dessins de l'artiste, certains en recueils, ainsi que trois carnets de photographies de ses sculptures.
- Muret : Monument au maréchal Niel, 1876, bronze. Déposé en 1992, il a été remplacé par une copie en pierre[10].
- Paris :
  - cimetière de Montmartre : Joseph Samson, buste en bronze ornant la sépulture du comédien.
  - cimetière du Père-Lachaise :
    - Edmond About, statue en bronze ornant la sépulture de l'écrivain ;
    - Tombe de Léon Philippe Béclard (1820-1864), 1864, portrait en médaillon et statue de La Douleur ornant la sépulture du consul[11].

  - gare du Nord : allégories des villes de Douai et Dunkerque au droit d'une entrée de la cour des arrivées.
  - jardin des Grands-Explorateurs Marco-Polo et Cavelier-de-la-Salle, statue Le Crépuscule.
  - mairie du 6e arrondissement, cour intérieure : Le Combat du centaure, 1900, groupe en marbre. Combat du centaure avec un Lapithe ; le personnage du Lapithe aurait été modelé d'après le culturiste Eugen Sandow. Crauk passa trente années sur ce groupe qui fut exposé à l'Exposition universelle de 1900 et est considéré comme son chef-d'œuvre[12].
  - musée d'Orsay :
    - Louis-Jules Bouchot, buste ;
    - Tritons, entre 1876 et 1879, groupe en plâtre[13].

  - Opéra-Comique : Jules Barbier, buste.
  - palais du Louvre, cour Napoléon : Vauban, vers 1853, statue en pierre.
  - place Edmond-Rostand, fontaine du bassin Soufflot : Tritons, 1879, groupe en bronze. Une maquette en plâtre est exposée à l'Exposition universelle de 1878[14].
  - temple protestant de l'Oratoire du Louvre : Monument de l’amiral Gaspard de Coligny, 1889, marbre[15].
- Roubaix, cimetière : Constantin Mils (1816-1886), médaillon en bronze ornant la sépulture de Constantin Mils, portrait du peintre et directeur de l'Académie de peinture de Roubaix.
- Sancerre : Monument à Montalivet, 1872, bronze[16].
- Seclin, hôpital Notre-Dame de Seclin : La Comtesse Marguerite de Flandres, 1880.
- Sèvres, square Carrier-Belleuse : Tritons, groupe en bronze, fontaine[13].
- Tours : Louis-Achille, comte Baraguey d'Hilliers, maréchal de France, 1861, buste en plâtre patiné[17].
- Valence, place Montalivet : Monument à Jean-Pierre de Montalivet.
- Valenciennes :
  - cimetière Saint-Roch :
    - Monument à Abel de Pujol, 1865, buste en bronze[18].

  - musée des beaux-arts :
    - Fontaine, 1876, esquisse en galvanoplastie ;
    - Maquette pour le tombeau de Jules Machard, neveu de l'artiste, 1901, plâtre[19] ;
    - Le Matin ;
    - Maurice Lebon ;
    - Père du Lac, jésuite (1835-1909) ;
    - Portrait de Marguerite Crauk, 1865, épouse de l'artiste ;
    - Le Faune à l'amphore ;
    - Gisant de Marie Lantoine ;
    - Groupe de Pères blancs ;
    - Le Christ montrant ses plaies ;
    - Pyrrhus enfant confié au roi Glaucias ;
    - La Chasse au lion ;
    - Gisant de Marie Lantoine ;
    - Douai et Dunkerque ;
    - Figures ailées portant les armes impériales, 1870 ;
    - La Comédie et la Tragédie, 1869 ;
    - La Force et la Prospérité renaissantes sous le règne de la Loi, 1870 ;
    - Portrait de Madame Utako Sama ;
    - Les Grâces portant l'Amour ;
    - La Jeunesse et l'Amour.

En Tunisie
- Carthage, cathédrale Saint-Louis : Tombe du cardinal Lavigerie, 1899.

## Galerie

Œuvres de Gustave Crauk
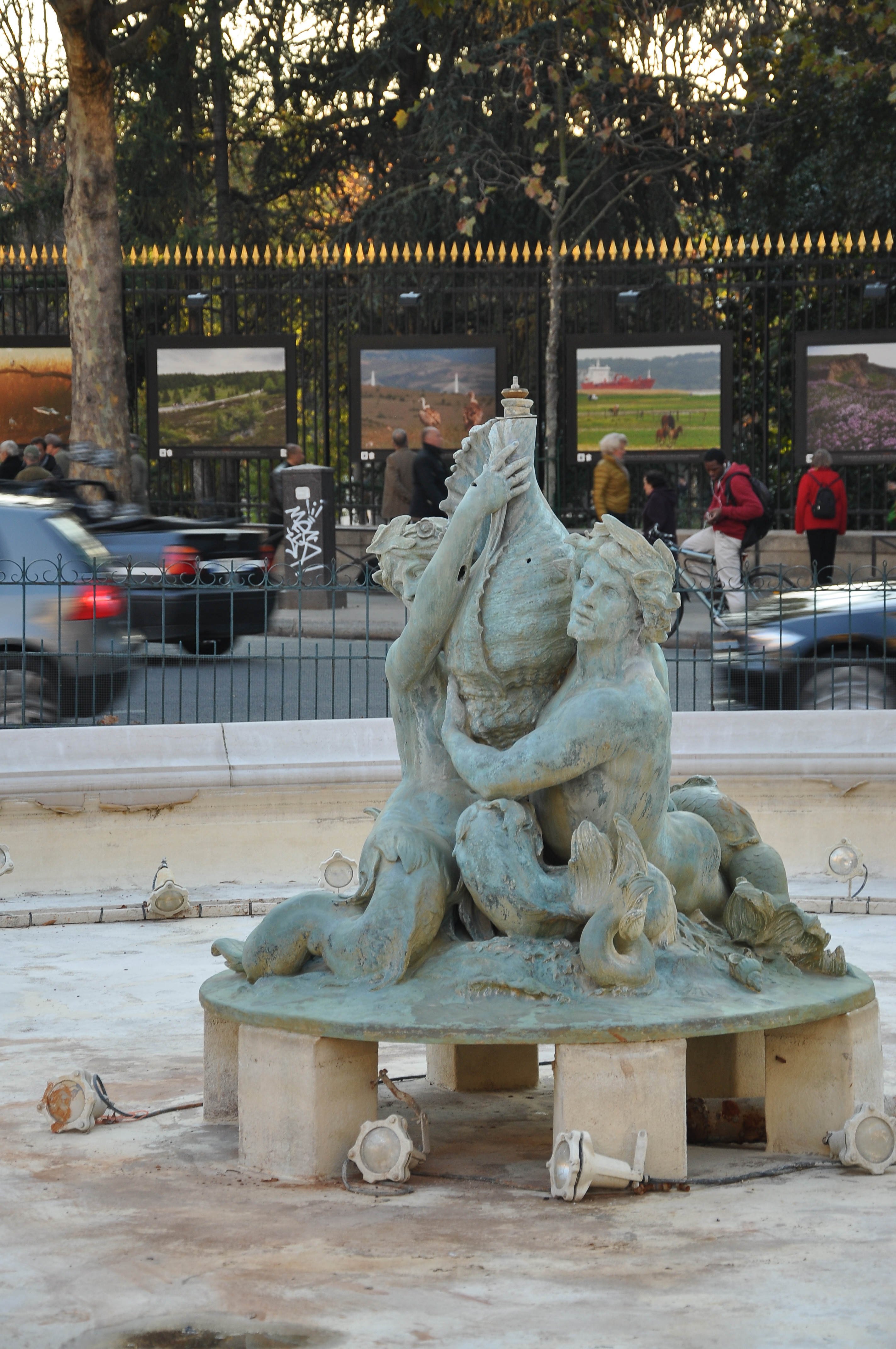
Tritons (1879), fontaine du bassin Soufflot, Paris, place Edmond-Rostand.
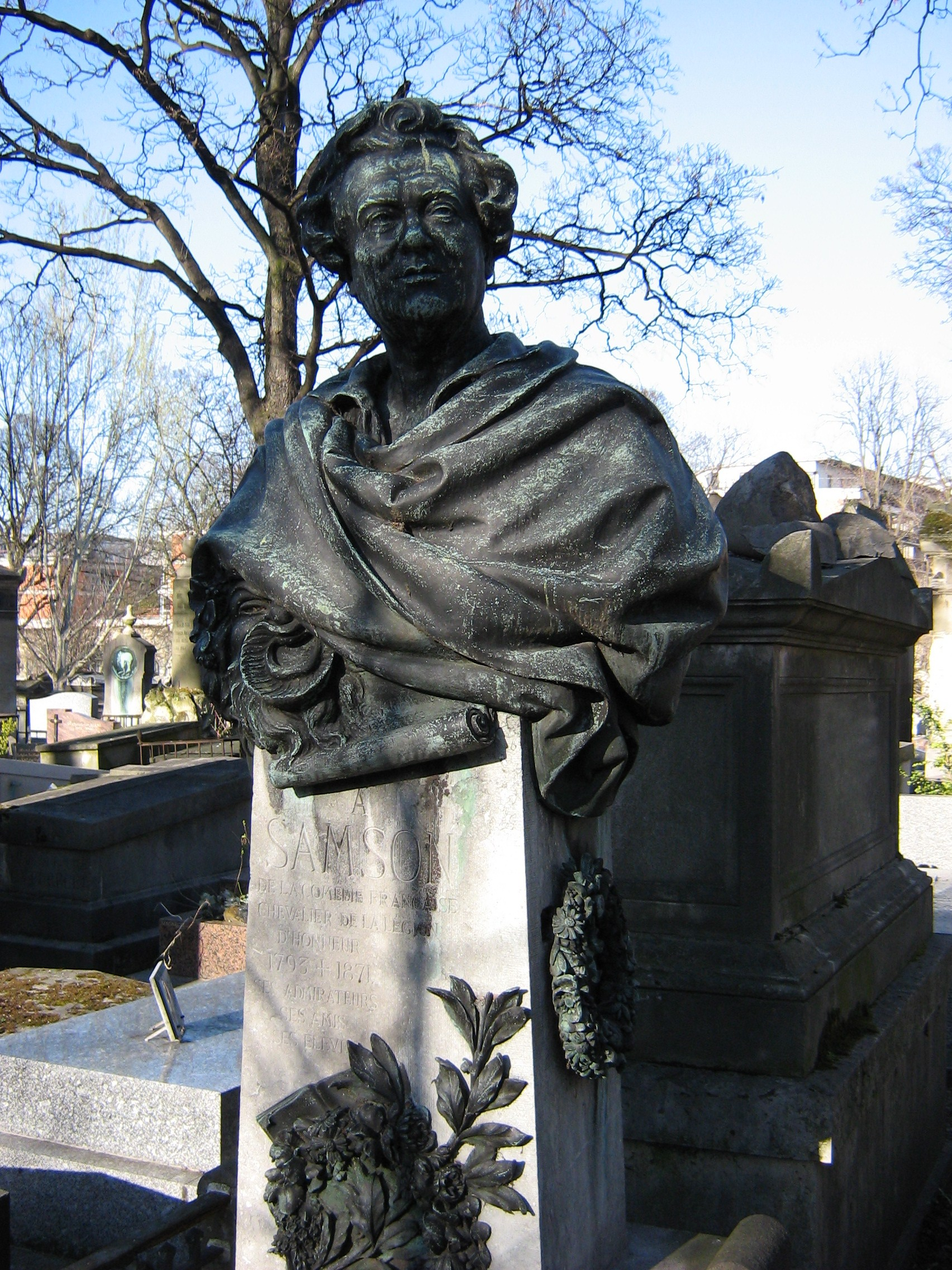
Buste de Joseph Samson (1880), Paris, cimetière de Montmartre.
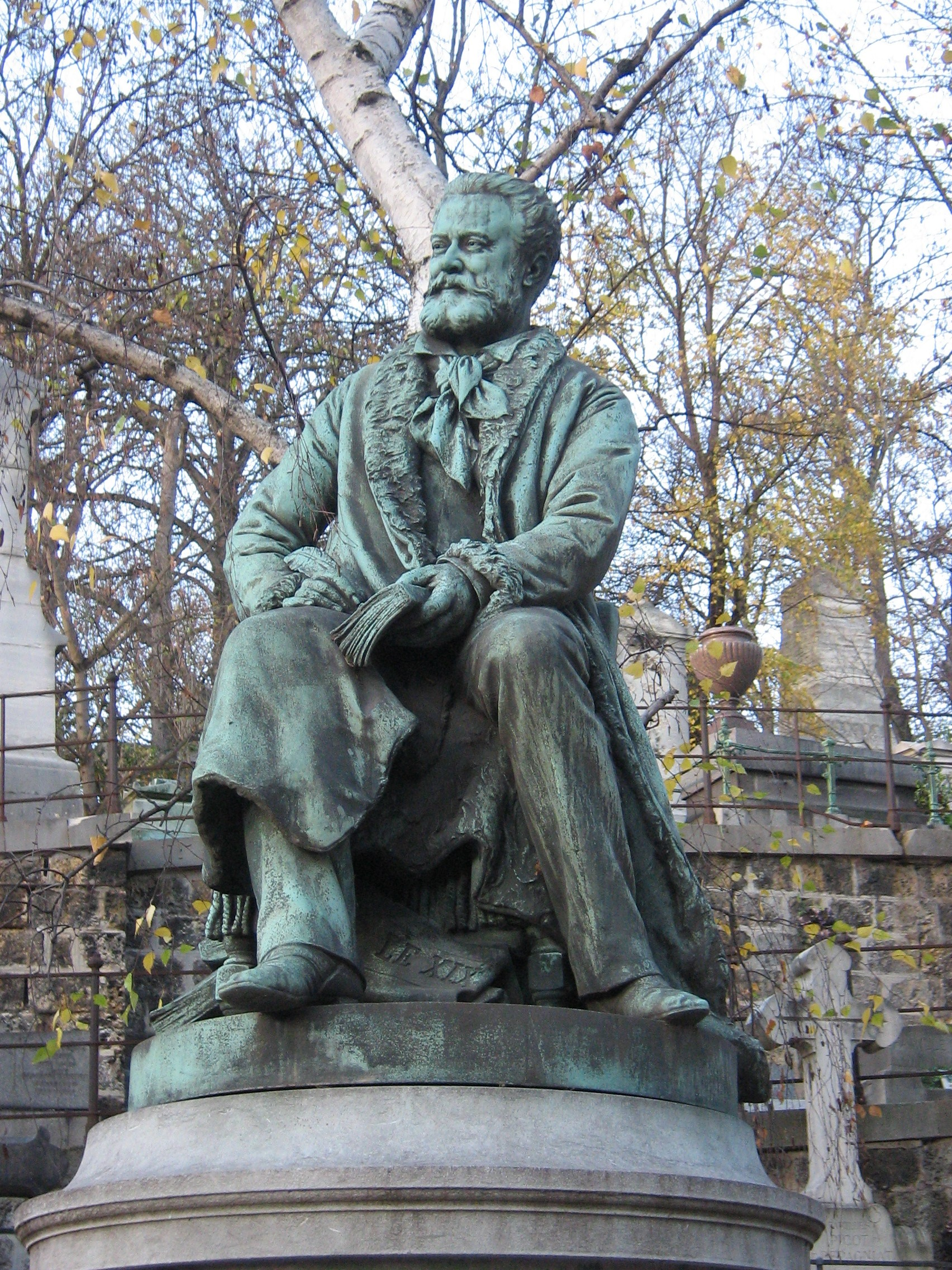
Edmond About (1887), statue ornant la sépulture de l'écrivain, Paris, cimetière du Père-Lachaise.
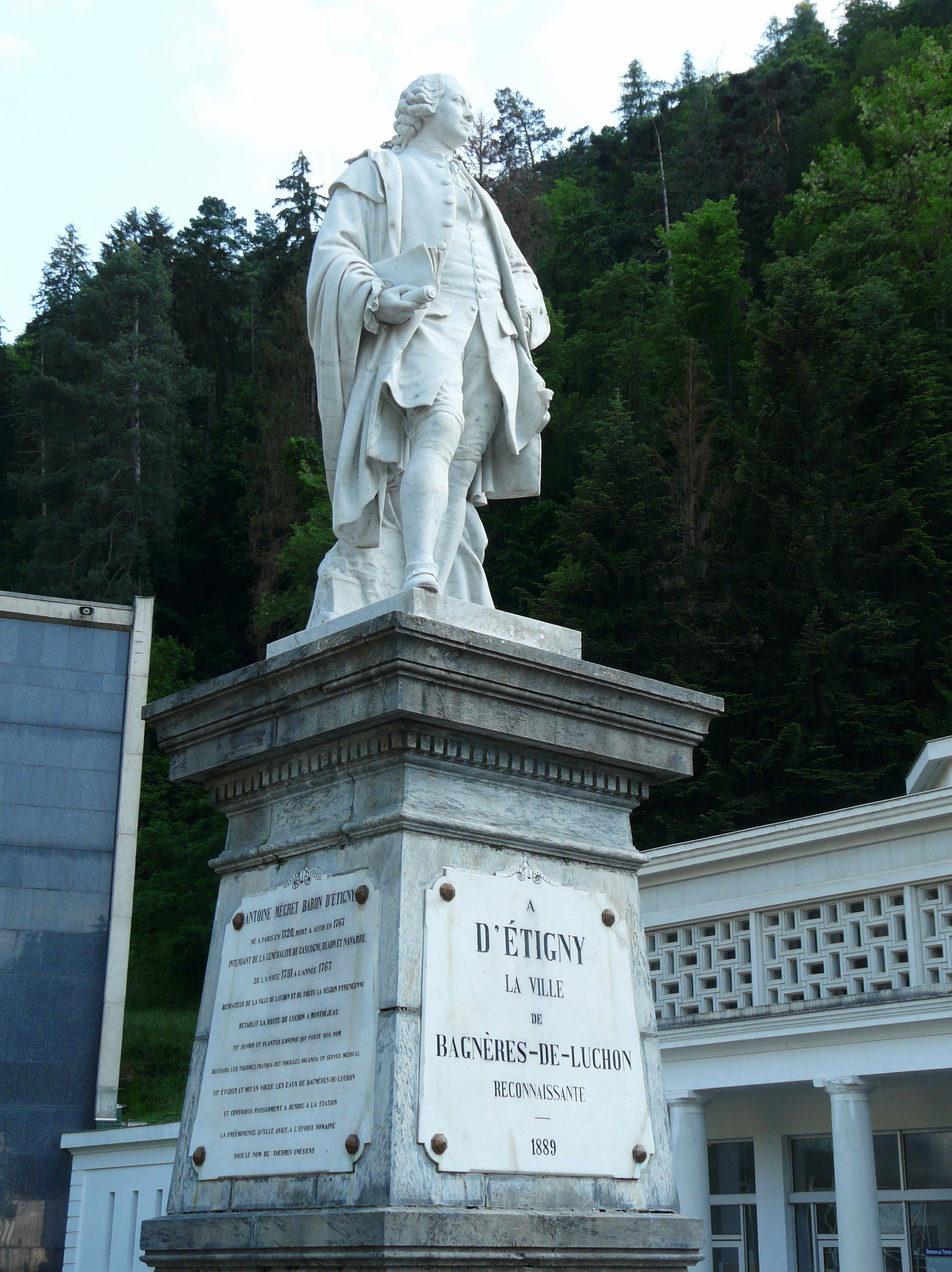
Monument à Antoine Mégret d'Étigny (1889), place des thermes à Luchon.
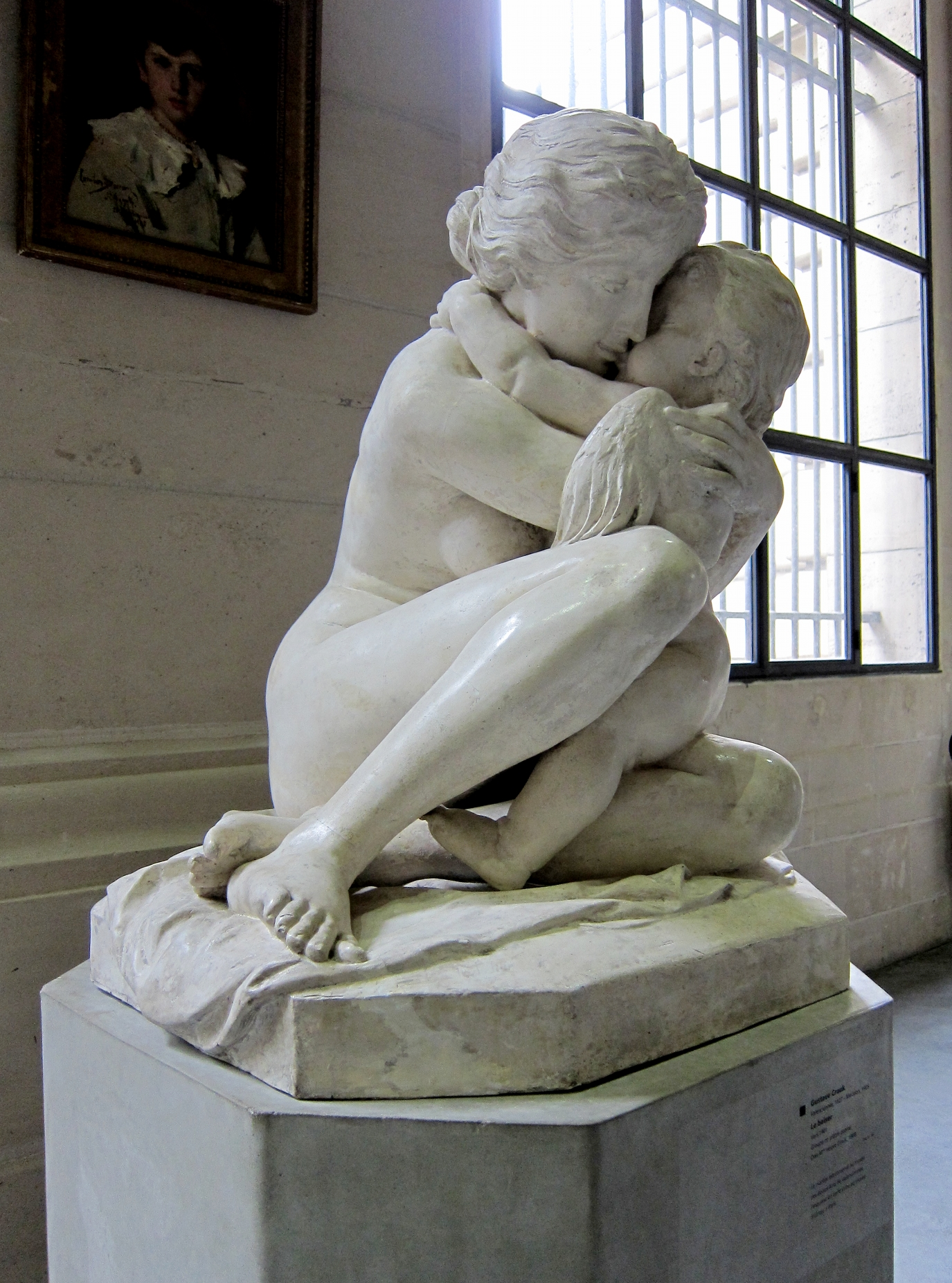
Le Baiser (vers 1901), palais des beaux-arts de Lille.

## Décorations
- Commandeur de la Légion d'honneur (en 1903), officier en 1878 et chevalier en 1864.

## Élèves
- Jeanne de Beaumont-Castries
- Jules Henri Lengrand (1907-2001)